# Okręg wyborczy Pontefract
Okręg wyborczy Pontefract – wysyłał swoich przedstawicieli do parlamentów w latach 1295 i 1298, ale na stałe był reprezentowany od 1621 roku. Wysyłał do angielskiej, a następnie brytyjskiej, Izby Gmin dwóch deputowanych. W roku 1885 liczbę mandatów przypadających na okręg zmniejszono do jednego. Okręg obejmował miasto Pontefract w hrabstwie West Yorkshire. Został zlikwidowany w 1974 roku.

## Deputowani do brytyjskiej Izby Gmin z okręgu Pontefract

### Deputowani w latach 1621–1660
- 1621–1622: George Shellitoe
- 1621–1622: Edwin Sandys Młodszy
- 1625: Richard Beaumont
- 1626: Francis Foljambe
- 1640–1642: George Wentworth of Walley
- 1640–1644: George Wentworth of Wentworth Woodhouse
- 1645–1653: Henry Arthington
- 1646–1653: William White
- 1659: John Hewley
- 1659: John Lambert
- 1659–1660: William White

### Deputowani w latach 1660–1885
- 1660–1679: William Lowther
- 1660–1661: George Savile
- 1661–1690: John Dawnay
- 1679–1685: Patience Ward
- 1685–1690: Thomas Yarburgh
- 1690–1695: Henry Dawnay
- 1690–1695: John Bland
- 1695–1698: William Lowther
- 1695–1698: Robert Monckton
- 1698–1713: John Bland
- 1698–1701: John Bright
- 1701–1710: William Lowther
- 1710–1716: Robert Frank
- 1713–1716: John Dawnay
- 1716–1729: William Lowther
- 1716–1722: Hugh Bethell
- 1722–1730: John Lowther
- 1729–1741: William Lowther
- 1730–1734: John Mordaunt
- 1734–1747: John Monckton, 1. wicehrabia Galway
- 1741–1754: George Morton Pitt
- 1747–1749: Walter Monckton
- 1749–1751: John Monckton, 1. wicehrabia Galway
- 1751–1754: Robert Monckton
- 1754–1772: Walter Monckton-Arundell, 2. wicehrabia Galway
- 1754–1761: Sambrooke Freeman
- 1761–1768: William Gerard Hamilton
- 1768–1768: Rowland Winn
- 1768–1774: Henry Strachey
- 1772–1774: Henry Monckton-Arundell, 3. wicehrabia Galway
- 1774–1774: Robert Monckton
- 1774–1780: John Goodricke
- 1774–1780: Charles Mellish
- 1780–1784: William Nedham
- 1780–1783: Robert Monckton-Arundell, 4. wicehrabia Galway
- 1783–1783: Nathaniel Smith
- 1783–1807: John Smyth
- 1784–1796: William Sotheron
- 1796–1802: Robert Monckton-Arundell, 4. wicehrabia Galway
- 1802–1806: Richard Benyon
- 1806–1818: Robert Pemberton Milnes
- 1807–1812: John Savile, wicehrabia Pollington, torysi
- 1812–1812: Henry Lascelles
- 1812–1826: John Savile, wicehrabia Pollington, torysi
- 1818–1830: Thomas Houldsworth
- 1826–1830: Le Gendre Nicholas Starkie
- 1830–1835: Henry Stafford-Jerningham, wigowie
- 1830–1831: Culling Eardley
- 1831–1832: John Savile, wicehrabia Pollington, torysi
- 1832–1837: John Gully, wigowie
- 1835–1837: John Savile, wicehrabia Pollington, Partia Konserwatywna
- 1837–1863: Richard Monckton Milnes, Partia Konserwatywna, od 1857 r. Partia Liberalna
- 1837–1841: William Stanley-Massey-Stanley, wigowie
- 1841–1847: John Savile, wicehrabia Pollington, Partia Konserwatywna
- 1847–1851: Samuel Martin, wigowie
- 1851–1852: Beilby Lawley, wigowie
- 1852–1857: Benjamin Oliveira, wigowie
- 1857–1859: William Wood, wigowie
- 1859–1860: William Overend, Partia Konserwatywna
- 1860–1885: Hugh Childers, Partia Liberalna
- 1863–1880: Samuel Waterhouse, Partia Liberalna
- 1880–1885: Sidney Woolf, Partia Liberalna

### Deputowani w latach 1885–1974
- 1885–1893: Rowland Winn, Partia Konserwatywna
- 1893–1893: Harold James Reckitt, Partia Liberalna
- 1893–1910: Thomas Willans Nussey, Partia Liberalna
- 1910–1918: Frederick Handel Booth, Partia Liberalna
- 1918–1919: Joseph Compton-Rickett, Partia Liberalna
- 1919–1922: Walter Forrest, Partia Liberalna
- 1922–1924: Tom Smith, Partia Pracy
- 1924–1929: Christopher Robert Ingham Brooke, Partia Konserwatywna
- 1929–1931: Tom Smith, Partia Pracy
- 1931–1935: Thomas Edmund Sotheron-Estcourt, Partia Konserwatywna
- 1935–1941: Adam Hills, Partia Pracy
- 1941–1950: Percy Gott Barstow, Partia Pracy
- 1950–1962: George Sylvester, Partia Pracy
- 1962–1974: Joseph Harper, Partia Pracy